# Pipistrellus angulatus
Pipistrellus angulatus — вид роду нетопирів.

## Середовище проживання
Країни поширення: Індонезія, Папуа Нова Гвінея, Соломонові острови. Дапазон поширення за висотою 0—2400 м над рівнем моря. Лаштує сідала в печерах, будівлях і гущині бамбука. Харчується високо у первинних та вторинних тропічних вологих лісах, навіть в міських районах. З'являється з настанням сутінків, щоб полювати на літаючих комах.

## Загрози та охорона
Здається, немає серйозних загроз для цього виду. Як передбачається, зустрічаються в деяких природоохоронних територіях.